# Milesia semiluctifera
Milesia semiluctifera је инсект из реда двокрилаца који припада породици осоликих мува. 

## Распрострањење
Ова врста осолике муве насељава Медитеран, од Португала до Турске, Либан, Иран и Туркменистан. У Србији је врста заступљена. На Балкану преферира сува станишта на крашким теренима. 

## Опис
Спада међу крупније осолике муве са величином 14-19 мм. Одрасли лете од маја до септембра. Хране се на цветовима различитих биљака. Ларва је сапроксилна. Имаго је активан у летњим месецима. Биологија и екологија Milesia semiluctifera није довољно истражена.

## Синоними
- Eristalis fulminans Fabricius, 1805
- Musca naevia Gmelin, 1790
- Musca semiluctifera Villers, 1789
- Syrphus splendidus Rossi, 1790